# George Wyner
George Wyner (Boston, 20 ottobre 1945) è un attore statunitense.
È noto per la sua interpretazione del Colonnello Nunziatella in Balle spaziali, ha inoltre recitato in American Pie 2 e Fletch - Un colpo da prima pagina.

## Biografia
Laureatosi alla Syracuse University, Wyner ha lavorato in televisione e nel cinema dal 1972. È 
apparso nel film A Serious Man (2009) dei fratelli Coen, interpretando il Rabbino Nachtner, mentre in precedenza ha recitato accanto a Mel Brooks nei film Essere o non essere (1983) e Balle spaziali (1987).
Tra gli altri numerosi film a cui ha partecipato, da ricordare Fletch - Un colpo da prima pagina (1985) e Fletch - Cronista d'assalto (1989), L'avvocato del diavolo (1997) e Di nuovo in gioco (2012). È stato inoltre guest star in oltre 150 spettacoli televisivi.

## Filmografia parziale

### Cinema
- La signora del blues (Lady Sings the Blues), regia di Sidney J. Furie (1972)
- Tutti gli uomini del presidente (All the President's Men), regia di Alan J. Pakula (1976)
- Che botte se incontri gli "Orsi" (The Bad News Bears), regia di Michael Ritchie (1976)
- Gli orsi vanno in Giappone (The Bad News Bears Go to Japan), regia di John Berry (1978)
- Di chi è la mia vita? (Whose Life Is It Anyway?), regia di John Badham (1981)
- L'ospite d'onore (My Favourite Year), regia di Richard Benjamin (1982)
- Essere o non essere (To Be or Not to Be), regia di Alan Johnson (1983)
- Fletch - Un colpo da prima pagina (Fletch), regia di Michael Ritchie (1985)
- Una bionda per i Wildcats (Wildcats), regia di Michael Ritchie (1986)
- Balle spaziali (Spaceballs), regia di Mel Brooks (1987)
- Fletch - Cronista d'assalto (Fletch Lives), regia di Michael Ritchie (1989)
- Doppia verità (Listen to Me), regia di Douglas Day Stewart (1989)
- L'uomo del giorno dopo (The Postman), regia di Kevin Costner (1997)
- L'avvocato del diavolo (The Devil's Advocate), regia di Taylor Hackford (1997)
- Non è un'altra stupida commedia americana (Not Another Teen Moovie), regia di Joel Gallen (2001)
- American Pie 2 (American Pie 2), regia di James B. Rogers (2001)
- How to Be a Serial Killer, regia di Luke Ricci (2008)
- A Serious Man, regia di Joel ed Ethan Coen (2009)
- Di nuovo in gioco (Trouble with the Curve), regia di Robert Lorenz (2012)

### Televisione
- La strana coppia (The Odd Couple) – serie TV (1970)
- Squadra emergenza (Emergency!) – serie TV (1972)
- Ironside – serie TV (1972)
- La costola di Adamo (Adam's Rib) – serie TV (1973)
- Colombo (Columbo) – serie TV, episodio 3x04 (1973)
- Kojak – serie TV (1974-1978)
- The Bob Newhart Show – serie TV, 1 episodio (1975)
- Sanford and Son – serie TV, 1 episodio (1975)
- Ellery Queen – serie TV, episodio 1x01 (1975)
- Agenzia Rockford (The Rockford Files) – serie TV, 4 episodi (1975-1977)
- Hawaii Squadra Cinque Zero (Hawaii Five-O) – serie TV, 1 episodio (1976)
- Charlie's Angels – serie TV, 1 episodio (1976)
- La squadriglia delle pecore nere (Baa Baa Black Sheep) – serie TV (1976)
- Quincy (Quincy, M.E.) – serie TV, 4 episodi (1976-1980)
- Kazinsky (Kaz) – serie TV (1978)
- M*A*S*H – serie TV (1978)
- Arcibaldo (All in the Family) – serie TV, 1 episodio (1979)
- WKRP in Cincinnati – serie TV, 1 episodio (1980)
- Lou Grant – serie TV, 1 episodio (1981)
- Nero Wolfe – serie TV, 1 episodio (1981)
- Matt Houston – serie TV (1982-1985)
- A-Team (The A-Team) – serie TV, 1 episodio (1984)
- Simon & Simon – serie TV, 1 episodio (1984)
- Fantasilandia (Fantasy Island) – serie TV, 1 episodio (1984)
- Hail to the Chief – serie TV, 1 episodio (1985)
- Professione pericolo (The Fall Guy) – serie TV, 1 episodio (1986)
- La signora in giallo (Murder, She Wrote) – serie TV, 3 episodi (1988-1995)
- Bolle di sapone (Soap) – serie TV (1981)
- Teddy Z (The Famous Teddy Z) – serie TV, 1 episodio (1990)
- She's the Sheriff – serie TV (1990)
- Cuori senza età (Golden Girls) – serie TV (1990)
- In viaggio nel tempo (Quantum Leap) – serie TV, 1 episodio (1991)
- Man of the People – serie TV (1991-1992)
- Una bionda per papà (Step by Step) – serie TV, 1 episodio (1992)
- Avvocati a Los Angeles (L.A. Law) – serie TV (1993)
- Good Advice – serie TV (1993-1994)
- Sposati... con figli (Married... with Children) – serie TV, 1 episodio (1994)
- Crescere, che fatica! (Boy Meets World) – serie TV, 1 episodio (1996)
- The Practice - Professione avvocati (The Practice) – serie TV, 1 episodio (1999)
- Walker Texas Ranger (Walker, Texas Ranger) – serie TV, 1 episodio (1998)
- The Larry Sanders Show – serie TV, 1 episodio (1998)
- Il tempo della nostra vita (Days of Our Lives) – soap opera, 3 puntate (2001-2013)
- Malcolm (Malcolm in the Middle) – serie TV, 1 episodio (2002)
- Stargate SG-1 – serie TV, 1 episodio (2002)
- Dharma & Greg – serie TV, 1 episodio (2002)
- Nip/Tuck – serie TV, 1 episodio (2003)
- Due uomini e mezzo (Two Half and A Man) – serie TV, 1 episodio (2003)
- Senza traccia (Without a Trace) – serie TV, 1 episodio (2004)
- West Wing - Tutti gli uomini del Presidente (The West Wing) – serie TV, episodio 4x19 (2003)
- E.R. - Medici in prima linea (E.R.) – serie TV (2007-2008)
- Desperate Housewives – serie TV (2007-2009)
- Bones – serie TV, 1 episodio (2008)
- The Mentalist – serie TV (2009-2011)
- Dr. House - Medical Division (House, M.D.) – serie TV, episodio 7x01 (2010)
- Vi presento i miei (Retired at 35) – serie TV (2011-2012)
- Melissa & Joey – serie TV (2011-2014)
- Glee – serie TV, 1 episodio (2011)
- I miei peggiori amici (Friends with Better Lifes) – serie TV, 1 episodio (2014)
- NCIS - Unità anticrimine (NCIS) – serie TV, episodio 13x03 (2015)
- Dr. Ken – serie TV, 1 episodio (2016)
- The Big Bang Theory – serie TV, 1 episodio (2017)
- New Amsterdam – serie TV (2018)
- Il metodo Kominsky (The Kominsky Method) – serie TV, episodio 1x04 (2018)
- The Resident – serie TV, episodio 5x17 (2022)

## Doppiatori italiani
Nelle versioni in italiano delle opere in cui ha recitato, George Wyner è stato doppiato da:
- Oliviero Dinelli in The Mentalist (ep. 3x18), Vi presento i miei, Major Crimes, The Big Bang Theory
- Sandro Iovino in Non è un'altra stupida commedia americana, American Pie 2, The Mentalist (ep. 2x02, 2x15)
- Ambrogio Colombo in Dr. House - Medical Division, Glee, Grace and Frankie
- Silvio Anselmo in Charlie's Angels, Nero Wolfe
- Mino Caprio in Una bionda per i Wildcats, Fletch - Cronista d'assalto
- Giorgio Locuratolo in La signora in giallo (ep. 5x04), 9-1-1
- Luciano Roffi ne L'avvocato del diavolo, NCIS - Unità anticrimine
- Piero Tiberi in Ellery Queen
- Gianfranco Bellini in Fletch - Un colpo da prima pagina
- Michele Gammino in Balle spaziali
- Toni Orlandi in La signora in giallo (ep. 12x10)
- Gil Baroni in Malcolm
- Mario Brusa in Nip/Tuck
- Massimo Rinaldi in Senza traccia
- Francesco Vairano in A Serious Man
- Wladimiro Grana in Desperate Housewives (ep. 5x24)
- Pieraldo Ferrante ne Il metodo Kominsky
- Stefano Oppedisano in Reboot
- Sandro Acerbo in Station 19